# Evergestis exoticalis
Evergestis exoticalis is een vlinder uit de familie van de grasmotten (Crambidae). De wetenschappelijke naam van de soort is voor het eerst gepubliceerd in 1875 door Pieter Snellen.
De soort komt voor in Colombia en Peru.